# Victot-Pontfol
Victot-Pontfol – miejscowość i gmina we Francji, w regionie Normandia, w departamencie Calvados.
Według danych na rok 1990 gminę zamieszkiwały 132 osoby, a gęstość zaludnienia wynosiła 12 osób/km² (wśród 1815 gmin Dolnej Normandii Victot-Pontfol plasuje się na 754. miejscu pod względem liczby ludności, natomiast pod względem powierzchni na miejscu 445.).